# Английский мастиф
Англи́йский масти́ф (англ. English Mastiff) — старинная английская порода догообразных собак, крупнейший дог Европы и самый большой из мастифов.

## Этимология названия
Существует несколько версий о происхождении названия породы. Согласно одной из них, слово «мастиф» произошло от искажённого master of thief — «господин воров»: днём мастифов держали на привязи, чтобы ночью они были свирепее. По другой версии, название породы происходит от англосаксонского слова masty — «сильный».
Согласно Оксфордскому словарю, «мастиф» — производное от старофранцузского mastin (совр. mâtin). Также существует мнение, что название произошло от лат. massivius («массивный, большой»).
По В. В. Володарской впервые слово «мастиф» было употреблено во времена Римской империи. В Англии заимствованное у римлян название породы появилось в IX веке в королевских уложениях Хивела Доброго.

## История

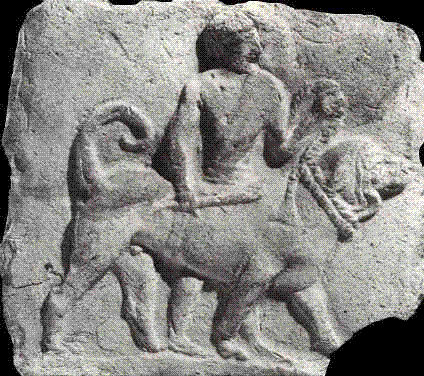
Барельеф с изображением мастифообразной собаки

### Начало становления породы
Есть разные точки зрения на зарождение породы. Наиболее вероятный предок современных мастифов — тибетский мастиф, обитавший в горах и впоследствии распространившийся в Персии, Ассирии, Вавилоне, Египте, а позже — и в Греции. В ходе археологических раскопок в городе Ниневия обнаружена ваза, датируемая 612 г. до н. э.; на вазе изображена массивная собака с крупной квадратной головой и в броне. В Великобританию эти собаки попали вместе с кельтскими племенами, пришедшим из Малой Азии в IV—III вв. до н. э.
В середине I в. до н. э. земли бриттов были завоёваны Римской империей. Историк Галльской войны Фалискус писал:

«Стоит предпринять тяжелейшее путешествие к далёким берегам Британии только за тем, чтобы увидеть собак местной породы, по силе и свирепости превосходящих всех собак, известных нам».

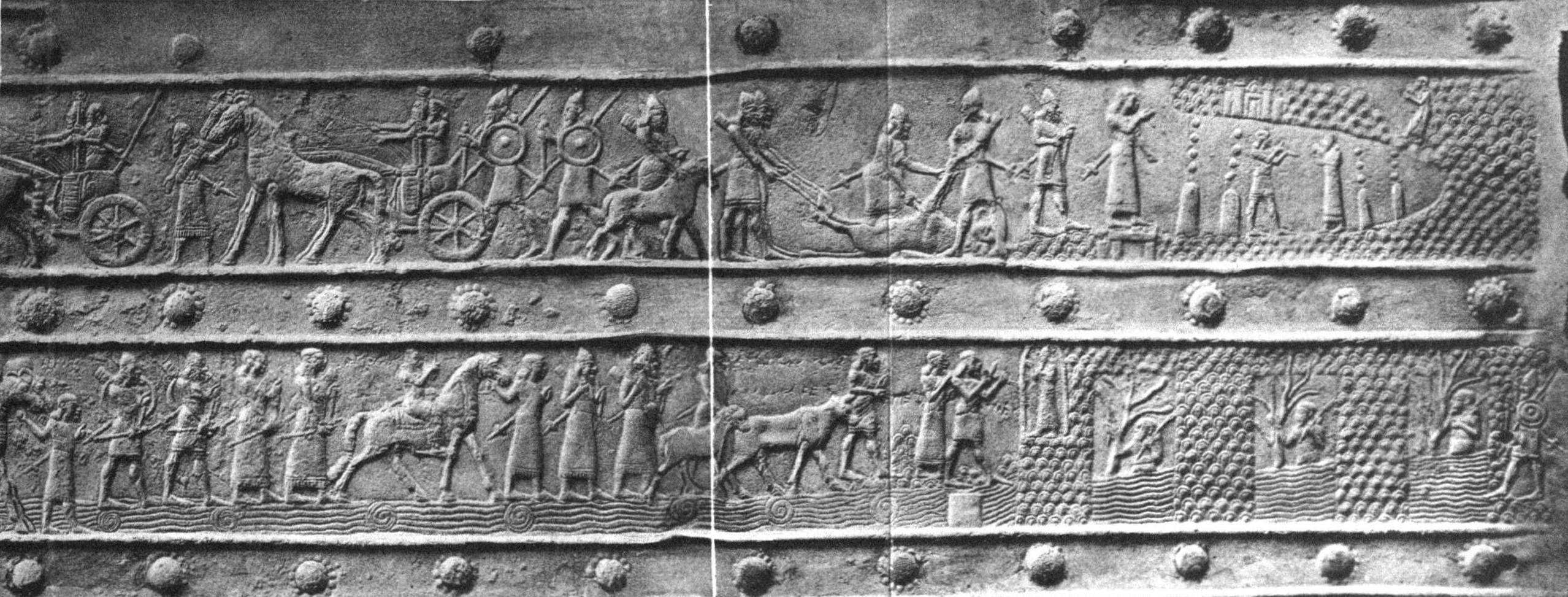
Ассирийский барельеф. На верхнем плане — воин с прамастифом

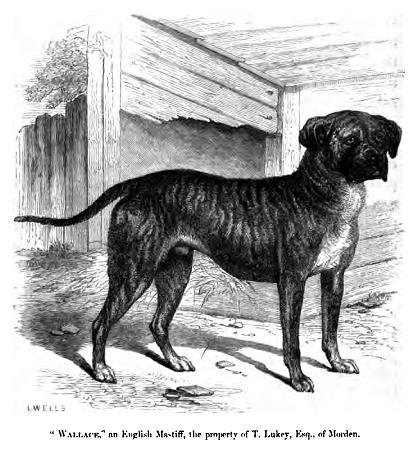
Изображение мастифа, 1859 год

Юлий Цезарь упоминал об огромных собаках бриттов, сражавшихся с хозяевами против римских легионов в 55 г. до н. э. В Римской империи даже существовала должность закупщика собак с Британских островов. В Риме порода получила название «мастиф» и стала использоваться в гладиаторских боях.
Сакские собаки делились на несколько типов:
- costog kyn — собака короля, наиболее крупное и сильное животное;
- costog oi emul oi anos pan funa — разновидность крупной овчарки, близкая к горным прамолоссам;
- costogaidd — сторожевая собака, посаженная на цепь;
- gafaelgi — собака для травли и охоты на крупного зверя.

В результате ассимиляции завезённых собак с аборигенными появилась разновидность, названная «costog». У таких собак была средней длины, преимущественно тёмная шерсть и свирепый нрав.
Мастиф XI века представляет собой крупную разновидность «gafaelgi» чёрного окраса. Мастифы употреблялись для воинской службы, надзора за рабами, охоты на крупного зверя. Мастиф на охоте приравнивался к своре из 20 гончих и борзых — при обмене за одного мастифа назначалась такая цена. На войне мастиф мог сравниться с двумя пешими легковооруженными воинами. Крестьяне не могли позволить себе такую собаку: за содержание мастифа платили налог в королевскую казну.

В 1066 году Британию атаковали норманны. Дипломатические отношения норманнской знати с материком способствовало ввозу в Великобританию алана — европейского охотничьего мастифа, полученного от нескольких разновидностей травильных собак и догов восточного типа. В результате смешения кровей алана и английских прамастифов получили несколько разновидностей мастифов. Генрих III, опасаясь того, что мастифы могут убивать королевских оленей в заповедных лесах, принял закон об охране дичи, согласно которому лесничие обязаны были ежегодно производить учёт мастифов, принадлежащих крестьянам. Мастифам при этом отрубали три когтя на каждой передней лапе; при этом считали, что такая операция не помешает собакам выполнять сторожевые функции.

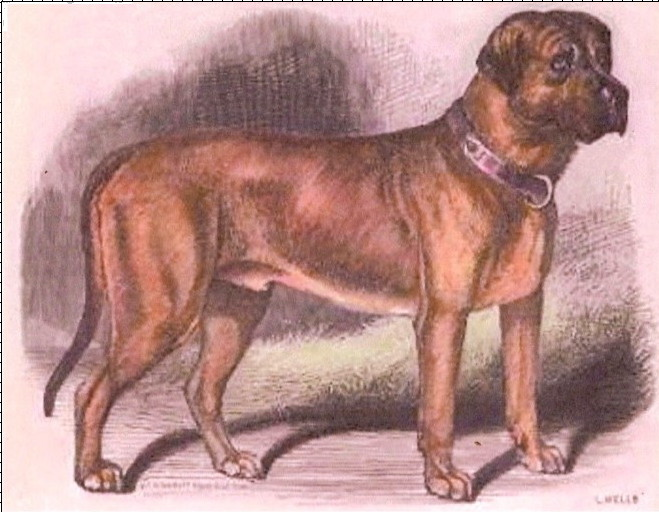
Мастиф. 1859 год

Помимо этого, существовала старая боевая разновидность мастифа — «бэндог» (сакс. bandog), оставшийся после саксов. Это были сторожевые собаки с тёмным окрасом шерсти, делавших их незаметными в темноте. В 1406 году в староанглийской книге об охоте, автором заметок которой является герцог Йоркский, мастиф описывается как охранная собака; упоминается о стравливании мастифов и аланов.

### Этап племенного разведения
Начало чистопородного племенного разведения мастифов пришлось на времена правления Тюдоров и Стюартов. В 1415 году в битве при Азенкуре сэр Пирс Ли скончался от ран. Его собака, сука мастифа, сражалась рядом с телом с французами до подхода английского войска. Генрих V приказал отправить собаку на родину и чествовать её наравне с отличившимися в сражении солдатами. От этой суки берёт начало известная в XVIII—XIX веках линия мастифов «Лайм Холл» (англ. Lime Holl), названная в честь замка сэра Пирса Ли.

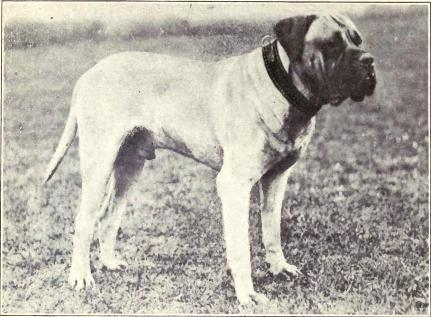
Фотография мастифа 1915 года

Помимо «Лайм Холл» существовало ещё три старинных питомника: «Чатсуорт» (англ. Chatsuort) герцога Девонширского, «Элвастон Касл» (англ. Elvastone Castle) лорда Харрингтона и «Хэдзор-Холл» (англ. Hadzor Holl) семьи Гэттонз.
В 1550 году в записках лейб-врача королевы Елизаветы I мастиф описывается как большая, похожая на льва бесстрашная собака, используемая в качестве сторожевой, военной и травильной.
Сторожевых мастифов в 1631 году упоминает Конрад Хересбах.
В 1835 году в Англии вышел указ, запрещающий звериную травлю. Стали популярны огромные короткомордые собаки. Однако к 30-м годам XIX века мастифы измельчали, а вскоре исчезли совсем. Согласно книге М. Б. Уинна (англ. M. B. Wynn) «The History of the Mastiff» (1886), восстановить породу удалось благодаря использованию альпийского мастифа, сенбернара, меделяна и американского поголовья мастифов. Также в воссоздании породы участвовали бульмастифы, ньюфаундленды, датские доги. В 1871 году на выставке было представлено 63 мастифа, а уже через несколько лет — ни одного.

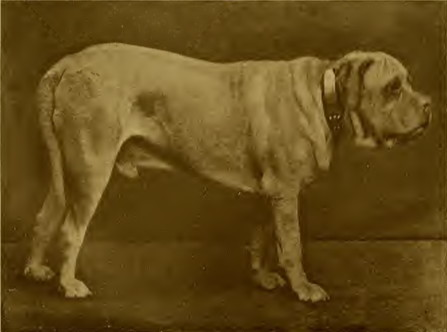
Крон Принс

В 1872 году основан Клуба любителей староанглийского мастифа, задачей которого было воссоздание породы. В 1873 году на выставке собак в Бирмингеме впервые был представлен мастиф современного типа — Таурас (англ. Tauras) из питомника «Нанбэри» (англ. Nunbury). Таурас стал победителем на выставке, что стимулировало дальнейшие старания заводчиков. Потомок Таураса, Крон Принс (англ. Crown Prince) стал родоначальником всех современных линий мастифа; пёс был куплен на аукционе в 1884 году за 180 гиней. К 1883 году сформировался современный тип староанглийского мастифа. На выставке в 1890 году на Crystal Palace все призовые места заняли потомки Крона Принса.
В 1906 году стандарт породы был пересмотрен: серые, чёрные, пятнистые и длинношерстные представители породы дисквалифицировались.

После Первой мировой войны порода почти исчезла за пределами Великобритании. На первой послевоенной выставке было представлено лишь 60 мастифов. С 1906 по 1918 годы в США были зарегистрированы только 24 мастифа. В 1918 году Американской кинологической ассоциацией был зарегистрирован щенок по кличке Беовульф. 

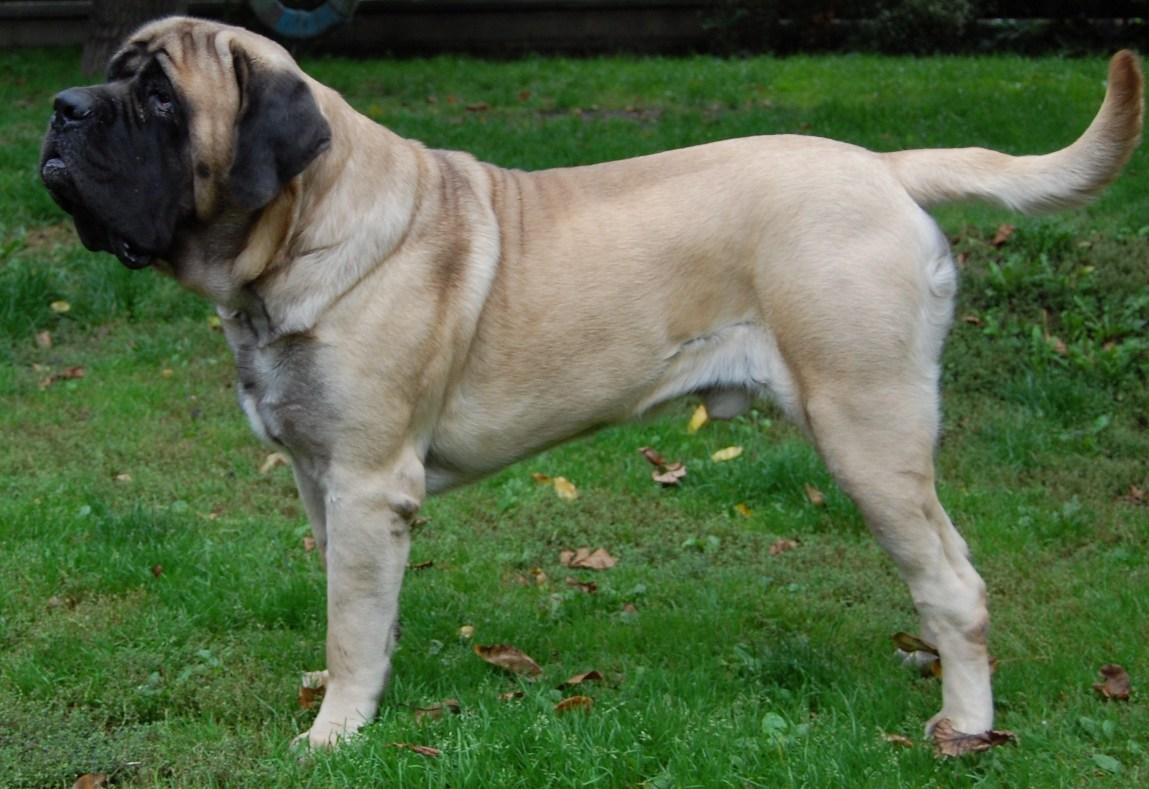
Мастиф современного типа

Началось медленное восстановление североамериканской популяции мастифов.
В 1937 году Альдровандус создаёт подробное описание мастифа.
После Второй мировой войны в мире насчитывалось лишь 14 мастифов, 12 из которых были потомками американских представителей породы. В 1945 году секретарь Клуба любителей староанглийского мастифа миссис Дикен приняла решение провести выставку собак. Выставка состоялась в 1947 году; на ней было всего семь представителей породы. В США и Канаде после войны насчитывалось 30 мастифов. Благодаря продуманной селекции и использованию представителей американского поголовья, за 20 лет удалось воссоздать и значительно улучшить породу. Сейчас мастифы распространены во всём мире; в 2009 году мастифы стали 27-й по популярности породой в США.
На базе английского мастифа в США была создана новая порода собаки молоссоидного типа — американский мастиф. В 2000 году порода была признана Континентальным клубом собаководства как чистокровная порода.

## Использование мастифов в травле

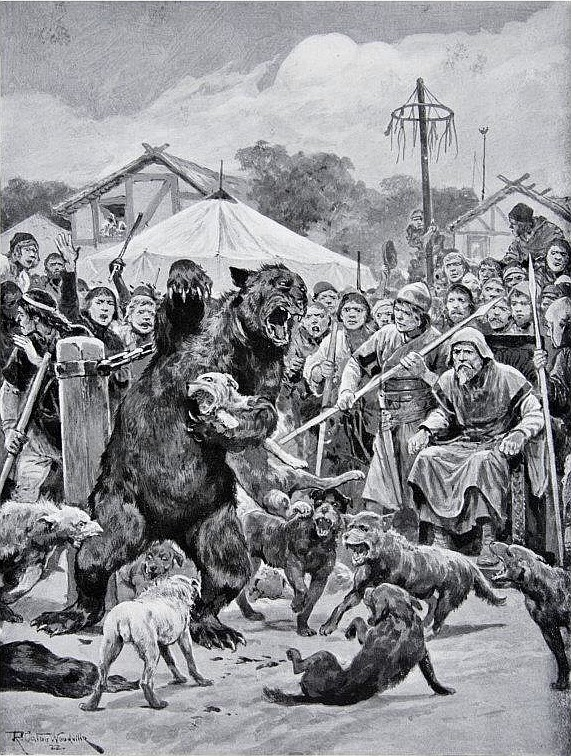
Беар-бейтинг во времена саксов. Ричард Кейтон Вудвилл

Считается, что англичане начали проводить травлю животных по примеру римлян; в Британии проводить медвежьи бои начал Эдуард Исповедник. В таких боях использовали мастифов и мастифообразных собак.
Генрих VIII устроил в своей резиденции Уайтхолл «медвежий ров». Позже поэт Роберт Кроули так напишет о травле медведей:

О медвежьих боях. 

Что за безумие заводить у себя невзирая на риск, 

Огромного мастифа и дикого уродливого медведя, 

И все только для того, чтобы видеть, как они подерутся, 

Разрывая друг друга, что за отвратительное зрелище. 

И все же, думаю, глупее подобных людей не сыскать, 

Денег у них почти нет, 

Но каждое воскресенье они обязательно потратят 

Одно или два пенни, чтобы таким образом попытаться поправить свои дела. 

В Пэрис-Гарден в любое воскресенье наверняка 

Вам попадутся две или три сотни их в поле, где происходит медвежья травля

Оригинальный текст (англ.)
Of Bearbaytynge. 

What follye is thys, to kepe wyth daunger, 

A greate mastyfe dogge and a foule ouglye beare; 

And to thys onelye ende, to se them two fyght, 

Wyth terrible tearynge, a full ouglye syght. 

And yet me thynke those men be mooste foles of all, 

Whose store of money is but verye smale, 

And yet euerye Sondaye they will surelye spende 

One penye or two, the bearwardes lyuyng to mende. 

At Paryse Garden eche Sundaye, a man shall not fayle 

To fynde two or three hundredes, for the bearwardes vaile 

Сэр Уолтер Рели, фаворит Елизаветы I, считал, что как достопримечательность Лондона «медвежий сад» не уступает по важности Вестминстерскому аббатству и в обязательном порядке должен демонстрироваться иностранцам.
Сохранилось письмо Роберта Лейнема (англ. Robert Laneham), описывающего представление, данное Робертом Дадли, графом Лестер в Замке Кенилворт в 1575 году :

Четверг, 14 июля, шестой день пребывания Её Величества, огромный выбор мастифов на привязи во внешнем дворе и тринадцать медведей во внутреннем…
Да, сэр, медведей завели во внутренний двор, собак приставили к ним, нос к носу. Затем тщательно убедились, нет ли у одной из сторон явного преимущества, дабы не пришлось сдерживать другую. Мне об этом трудно судить. И медведи, и собаки очень сильны, и многое решает бойцовская страсть. Если собака в защите вцепится медведю в горло, у того остаётся возможность содрать с неё шкуру когтями.
Оригинальный текст (англ.)
Thursday, the fourteenth of July, and the sixth day of her Majesty’s coming, a great sort of bandogs [mastiff] were then tied in the outer court and thirteen bears in the inner…
Well, sir, the bears were brought forth into the court, the dogs set to them, to argue the points even face to face. They had learned counsel also on both parts, what may they be counted partial that are retained but to one side? I know not. Very fierce, both one and the other, and eager in argument. If the dog in pleading would pluck the bear by the throat, the bear with traverse would claw him again by the scalp, confess and a list, but avoid it could not that was bound to the bar, and his counsel told him that it could be to him no policy in pleading.
Therefore, with fending & proving, with plucking and tugging, scratching and biting, by plain tooth and nail on one side and the other, such expense of blood and leather [skin] was there between them, as a months licking (I think) will not recover, and yet remain as far out as ever they were.

It was a sport very pleasant, of these beasts, to see the bear with his pink eyes leering after his enemies approach, the nimbleness and wayt [wait] of the dog to take his advantage, and the force and experience of the bear again to avoid the assaults. If he were bitten in one place, how he would pinch in another to get free, that if he were taken once, then what shift, with biting, with clawing, with roaring, tossing and tumbling, he would work to wind himself free from them. And when he was loose, to shake his ears twice or thrice with the blood and the slather about his physiognomy, was a matter of goodly relief.

Запрет на травлю медведей в Великобритании был установлен в 1835 году.

## Внешний вид

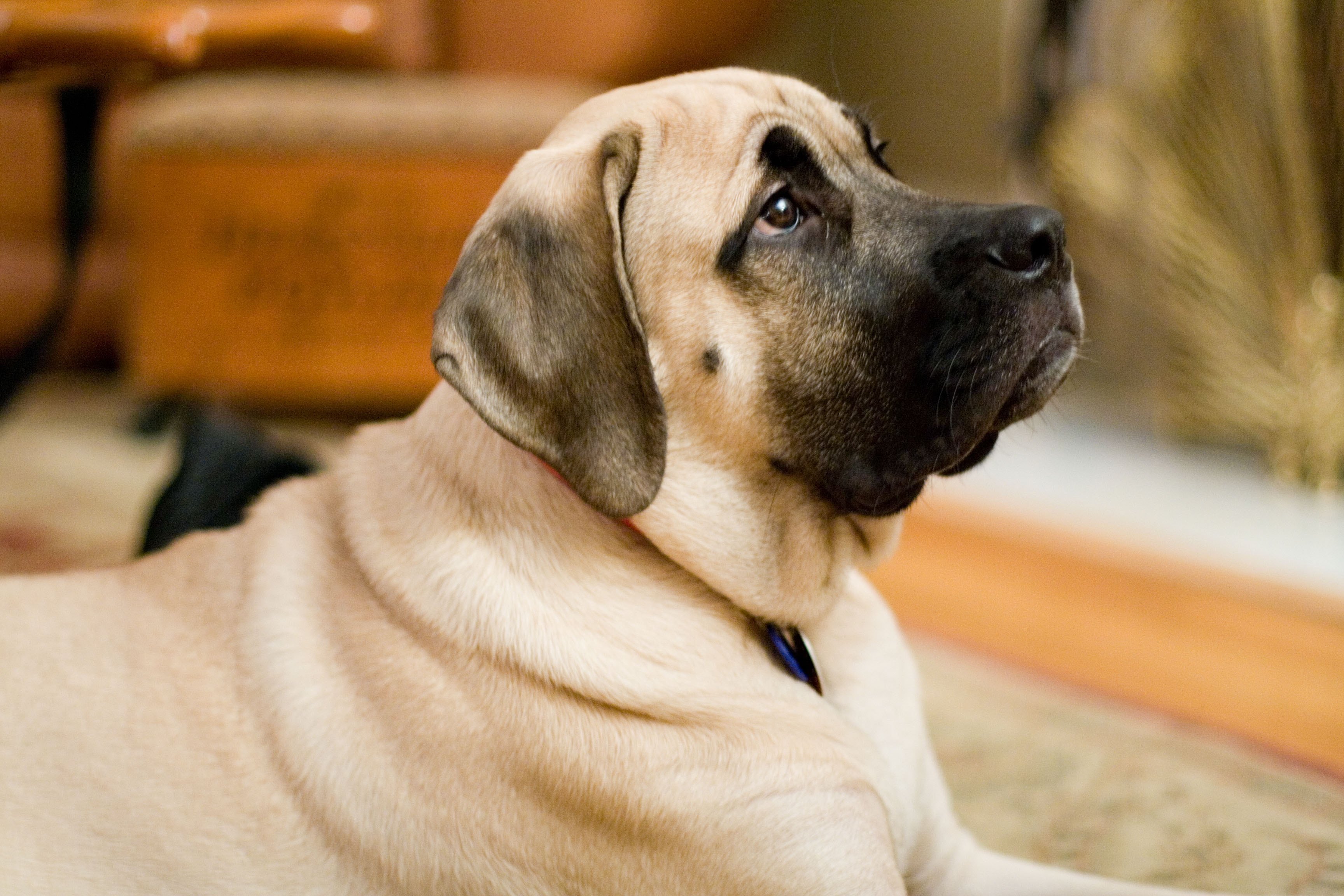

Общий вид. Крупная, сильная, пропорционально сложенная собака. Голова объёмно-угловатая, производит впечатление массивности. Ширина головы относится к её длине как 2:3. Корпус широкий, крепкий, длинный и глубокий. Сложение атлетическое. Конечности прямые, крепкие. Мускулатура рельефная.
Тело большое, с большой глубиной и широтой, особенно между передними ногами, в результате чего они должны быть широко расставлены. Длина тела, взятой из точки плеча до седалищного бугра, больше, чем высота в холке. Стандартная высота для этой породы составляет 30 дюймов (76 см) в холке для самцов и 27,5 дюймов (70 см) (минимум) в холке у самок. Типичный самец может весить 150—250 фунтов (68—113 кг), типичная самка может весить 120—200 фунтов (54—91 кг), очень крупные особи достигают 130 кг (286 фунтов) или более.
Шерсть. Короткая, не истончённая на шее, спине, лопатках.
Окрас. Олений, абрикосовый, серебристо-олений, тёмно-олений, тигровый, палевый. Чёрная маска на морде.
Голова. Широкая между ушами, в черепной части. Лоб плоский, ярко выраженные кожные складки, ещё больше выделяющиеся, когда собака напряжена. Развитая мускулатура скул и височных костей. Лобная борозда берёт начало между глазами и тянется до середины головы. Чётко выраженные надбровные дуги. Морда широкая, короткая, глубокая, образует почти прямой угол со лбом (прямой стоп); хорошо заполнена под глазами. Нижняя челюсть широкая.Нос большой, широкий, плоский, при взгляде сбоку не вздёрнутый и не конический; хорошо открытые ноздри. Брыли чётко очерчены, умеренно обвислые, квадратные в профиль; с носовой перегородкой образуют тупой угол.

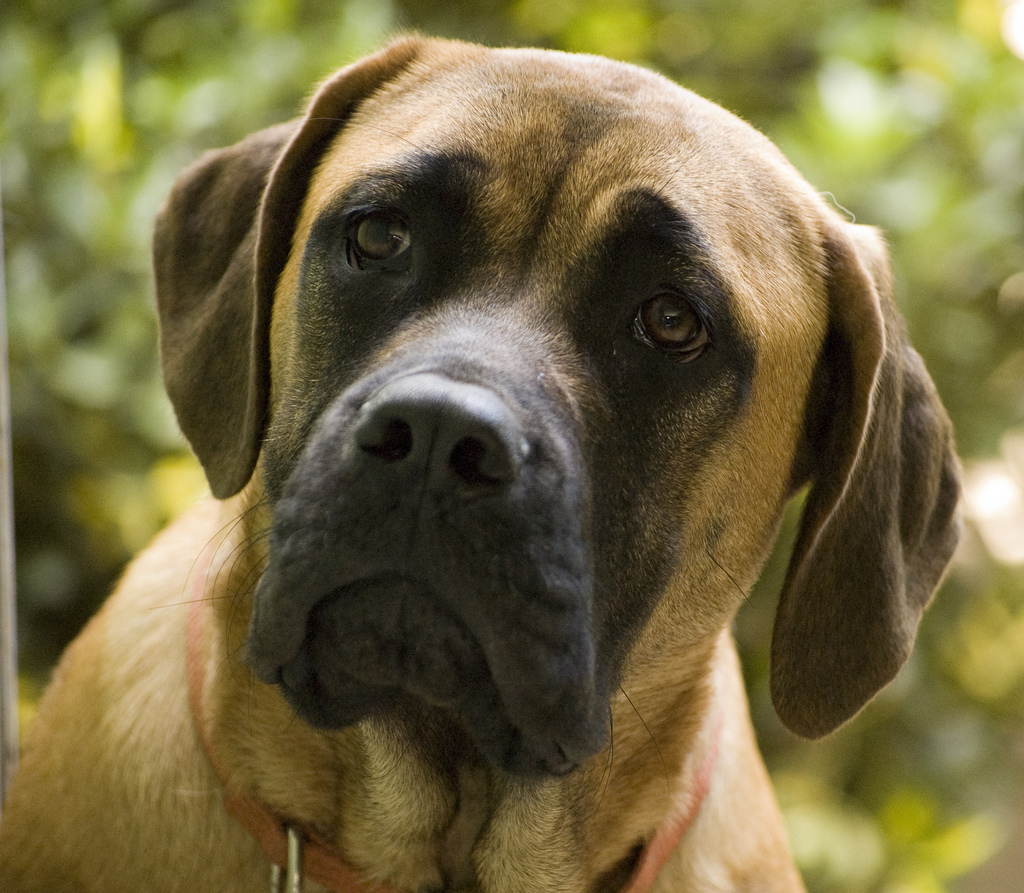

 Длина морды относится к длине головы как 1:3, окружность морды и окружность головы соотносятся как 3:5.
Глаза. Небольшие, широко расставленные (на расстояние не менее удвоенной длины глаза). Между глазами хорошо выражен выступ черепа. Цвет глаз ореховый, предпочтительно тёмно-ореховый, третье веко не допустимо.
Уши. Небольшие, тонкие, высоко и широко поставлены, зрительно расширяют череп. Когда собака спокойна, уши лежат на щеках.
Зубы. Прикус «клещи» или «перекус», если нижние зубы не выделяются при закрытой пасти. Зубы белые, крепкие. Мощные клыки.
Шея. Умеренной длины, немного выгнутая, мускулистая. Окружность шеи меньше окружности черепа, измеренной перед ушами, на 2,5—5 см.
Передние конечности. Лопатка и плечо немного скошены. Ноги прямые, мощные, кости толстые. Плюсны прямопоставленные, локти чётко выраженные.
Туловище. Грудная клетка широкая, глубокая, опускается до уровня локтей и ниже. Рёбра округлые. Ложные рёбра развитые, закрывают бока до бёдер. Окружность рёбер превышает высоту в холке на 1/3.Спина и поясница широкие, мускулистые, уплощённые, немного шире у суки и выпуклее у кобеля. Пах умеренно подобран.

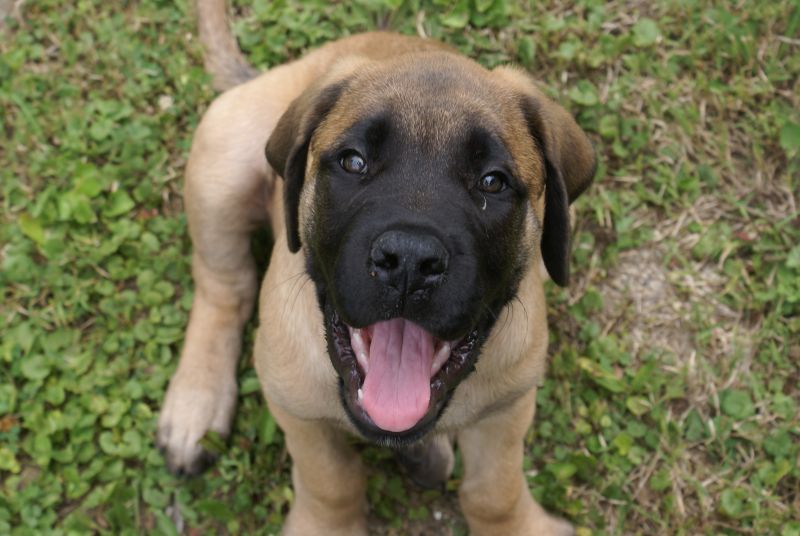
Щенок мастифа

Задняя часть тела. Конечности прямые. Бёдра и голени развитые. Скакательные суставы чётко выражены. Плюсны параллельны.
Хвост. Постав хвоста умеренно высокий. Хвост толстый, сужающийся к концу; достигает скакательных суставов. В возбуждённом состоянии собака поднимает хвост не выше уровня спины.
Лапы. Крупные, округлые. Пальцы изогнутые, сводистые. Когти чёрные.

## Продолжительность жизни
Продолжительность жизни мастифов, как и всех крупных собак, несколько меньше продолжительности жизни собак маленьких и средних пород и составляет в среднем 6—10 лет. Однако были случаи, когда мастифы жили 13—14 или даже 16—17 лет.

## Здоровье

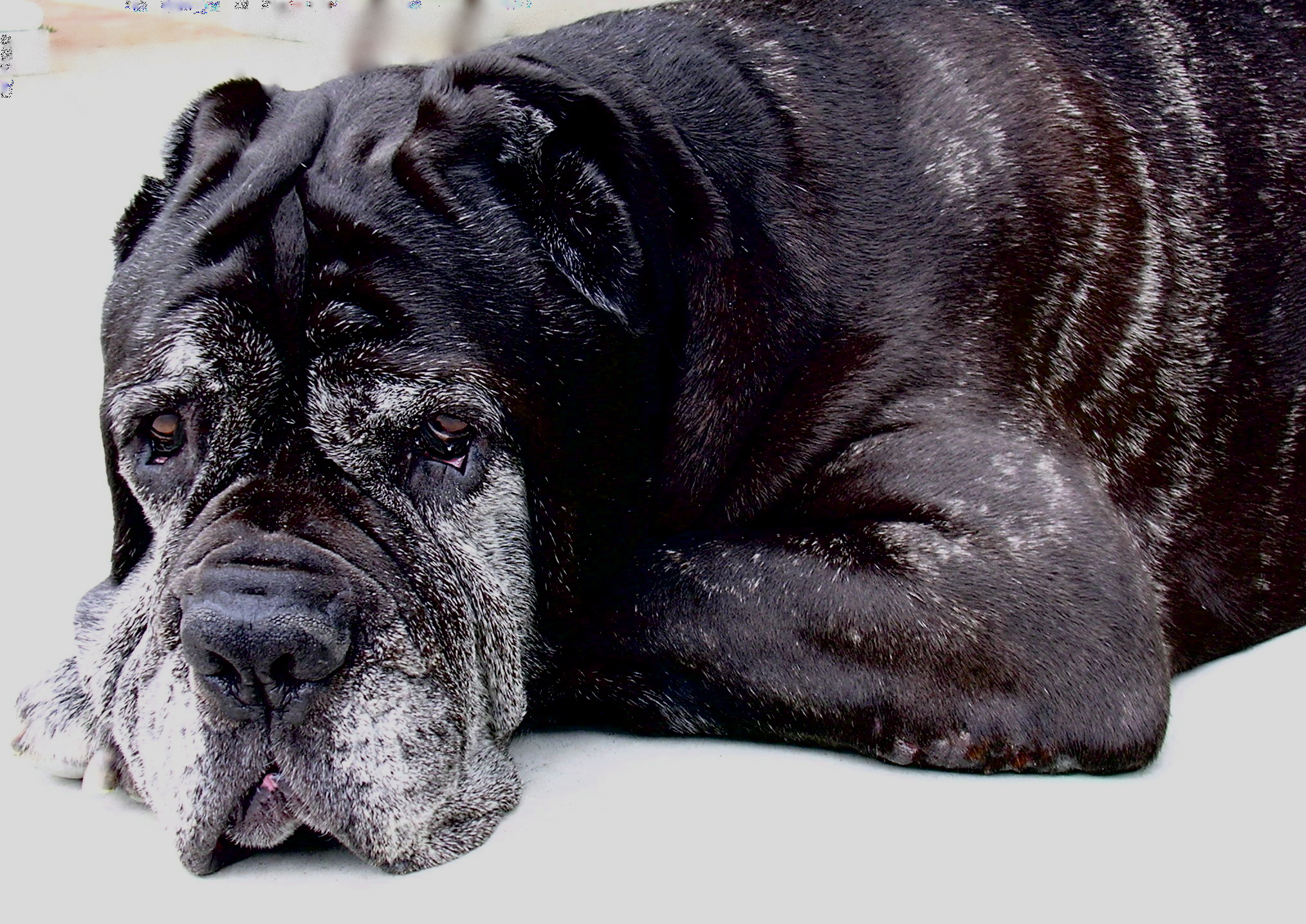
Мастиф в возрасте 10 лет

К наиболее распространённым и опасным заболеваниям у мастифов относятся:
- заболевания суставов: дисплазия тазобедренных суставов, локтевая дисплазия;
- глазные заболевания: дисплазия сетчатки глаза, прогрессивная атрофия сетчатки, глаукома, катаракта;
- кожные заболевания: поверхностная пиодермия, демодекоз;
- заболевания нервной системы: эпилепсия, мышечная дистрофия, миастения;
- другие болезни: лейкоз, кардиомиопатия, рак кости, синдром Воблера, гипотиреоз.

Менее опасными болезнями являются:
- глазные заболевания: киста радужной оболочки, энтропион, «вишнёвый глаз», дистрофия роговицы;
- кожные болезни: аллергические реакции;
- заболевания суставов: артрит, гипертрофическая остеодистрофия, спондилёз позвоночника;

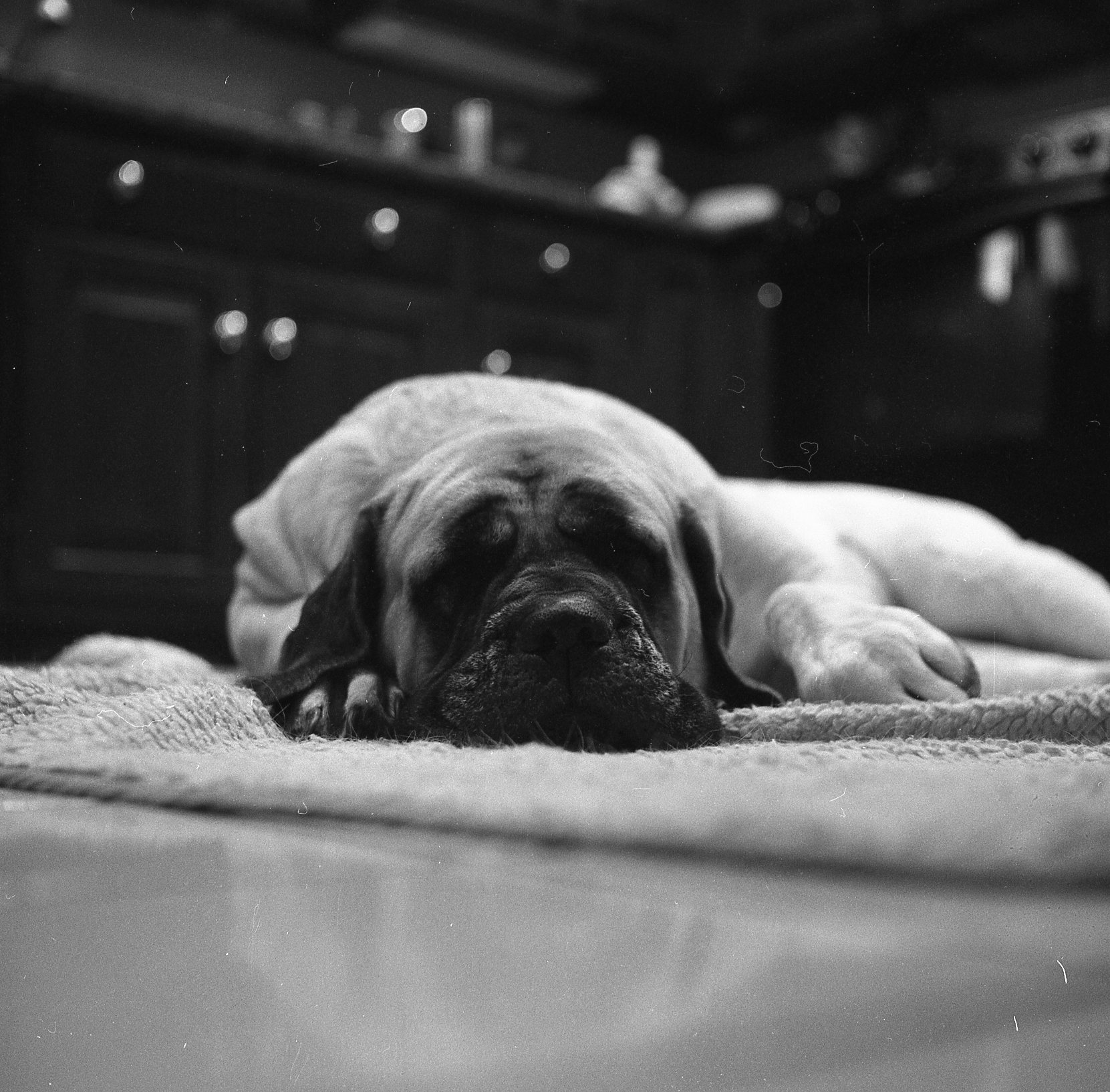
Спящий мастиф

- болезни репродуктивных органов: крипторхизм, односторонний крипторхизм, вагинальная гиперплазия.
- сердечно-сосудистые заболевания: лёгочный стеноз, шумы в сердце;
- прочие: грыжи, болезнь Фон Виллебранда[14].

## Интересные факты
- Александрийские ювелиры лучшим способом огранки драгоценных камней считали помещение камня в желудок собаки. Обычно для этих целей выбирались мастифы; преимущество отдавалось кобелям. Камень помещали в кусок мяса, который давали собаке вместе с порцией костей, осколки которых в желудке шлифовали камень так, что ювелиру оставалось только немного подправить его. Побывав в собаке, камень приобретал особый блеск. За собакой приглядывал раб, называемый «прихвостень» и пользующийся доверием господина. Он обязан был наблюдать за собакой и извлечь драгоценный камень из помёта.
- В Риме мастифы помогали рыбакам ловить бычков. Мастиф добирался до каменной гряды неподалёку от берега, под которой обитали бычки, и сидел, выжидая, пока утихнет вода, взволнованная движением собаки. Потом мастиф опускал морду в воду и с силой, громко булькая, выдыхал. Бычки выплывали из-под камней, а мастиф в это время прыгал в воду и начинал сильно бить лапами по воде. Поднятая со дна грязь забивали рыбам жабры, удары по воде оглушали, и бычки становились лёгкой добычей для рыбаков[15].

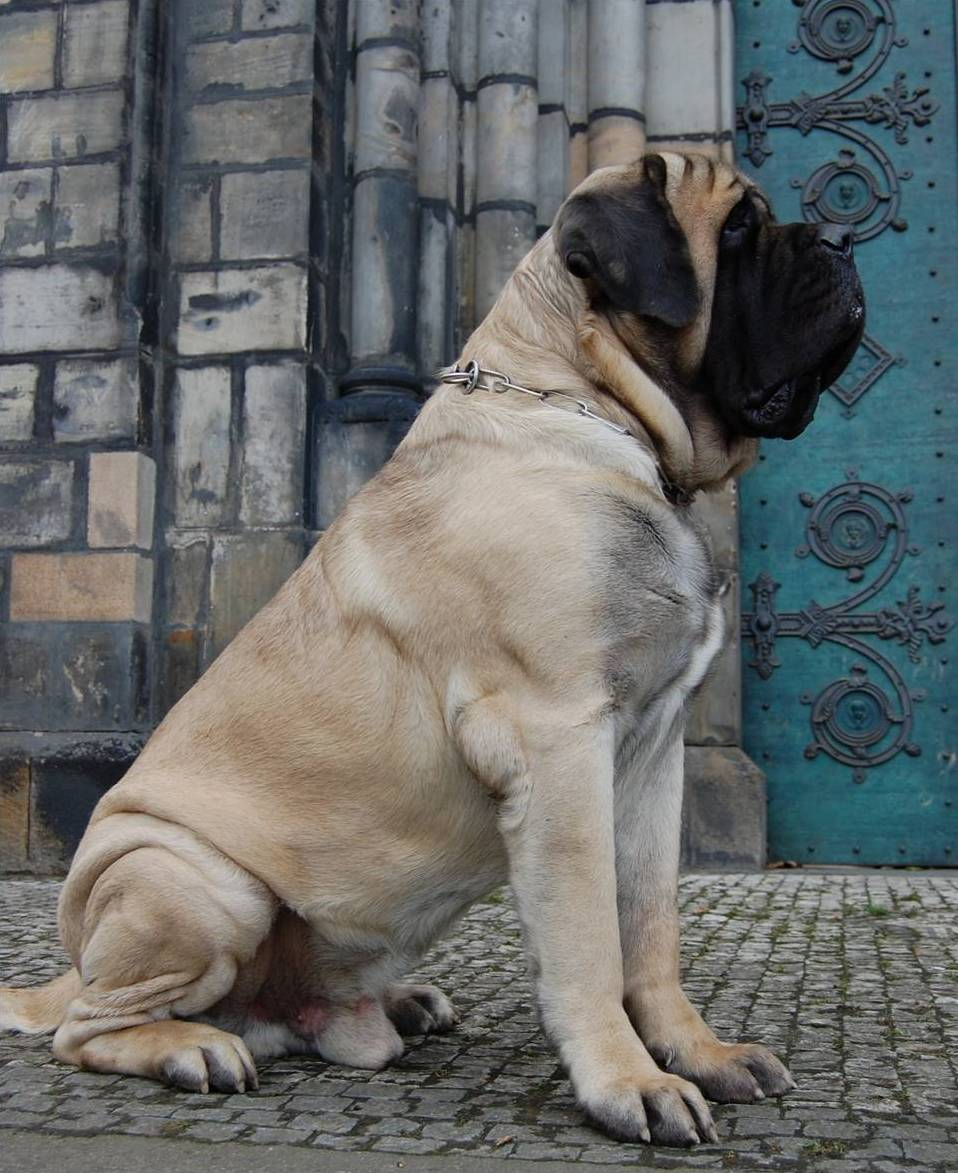